# Clara Campoamor
Clara Campoamor Rodríguez (ur. 12 lutego 1888 w Madrycie, zm. 30 kwietnia 1972 w Lozannie) – prawniczka, pisarka, obrończyni praw kobiet w Hiszpanii. Posłanka do parlamentu hiszpańskiego w latach 1931-1933 w okresie Drugiej Republiki.
Brała udział w pracach nad konstytucją hiszpańską z 1931 roku i była jedną z głównych działaczek na rzecz prawa wyborczego kobiet, uzyskanego w tym samym roku. Dzięki jej staraniom do dokumentów państwowych wprowadzono język, który umożliwiał równe traktowanie kobiet i mężczyzn. Podczas wojny domowej wyjechała do Genewy. W 1937 wydała w Paryżu wspomnienia La revolución española vista por una republicana. Publikowała teksty na temat walki o prawa kobiet, biografie pisarzy hispanojęzycznych oraz tłumaczenia literatury francuskiej. Zmarła na wygnaniu w Szwajcarii.
Ważniejsze publikacje:
- El derecho de la mujer en España (1931) (Prawa kobiet w Hiszpanii)
- El voto femenino y yo: mi pecado mortal (1936) (Głos kobiet i ja – mój grzech śmiertelny)
- La revolución española vista por una republicana (1937) (Rewolucja hiszpańska widziana oczami republikanki)
- Sor Juana Inés de la Cruz (1944) (Biografia siostry Juany Inés de la Cruz)
- Vida y obra de Quevedo (1945) (Życie i twórczość Quevedo)

## Przypisy

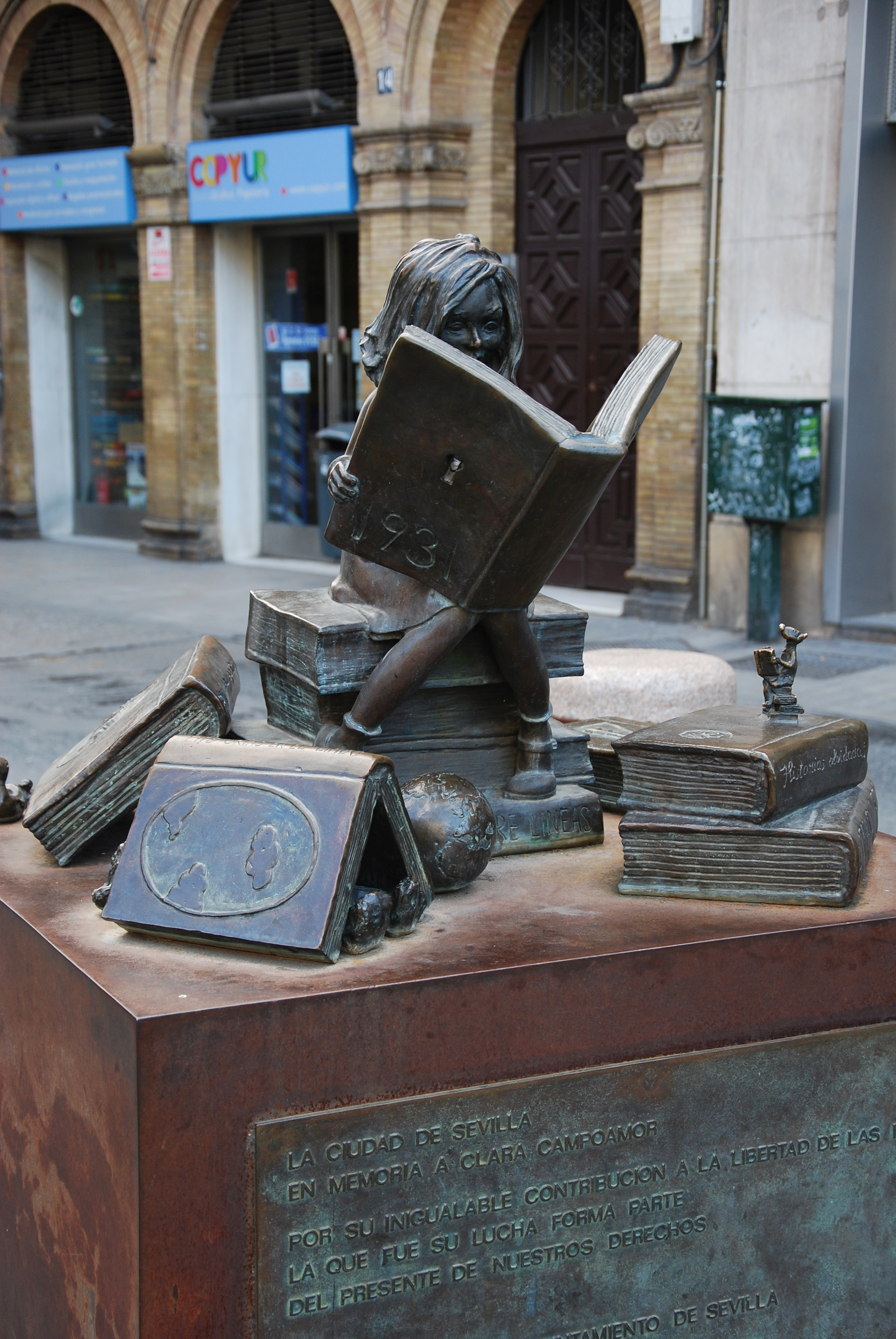
Rzeźba ku czci Clary Campoamor autorstwa Anny Jonsson